# 둠스데이 북

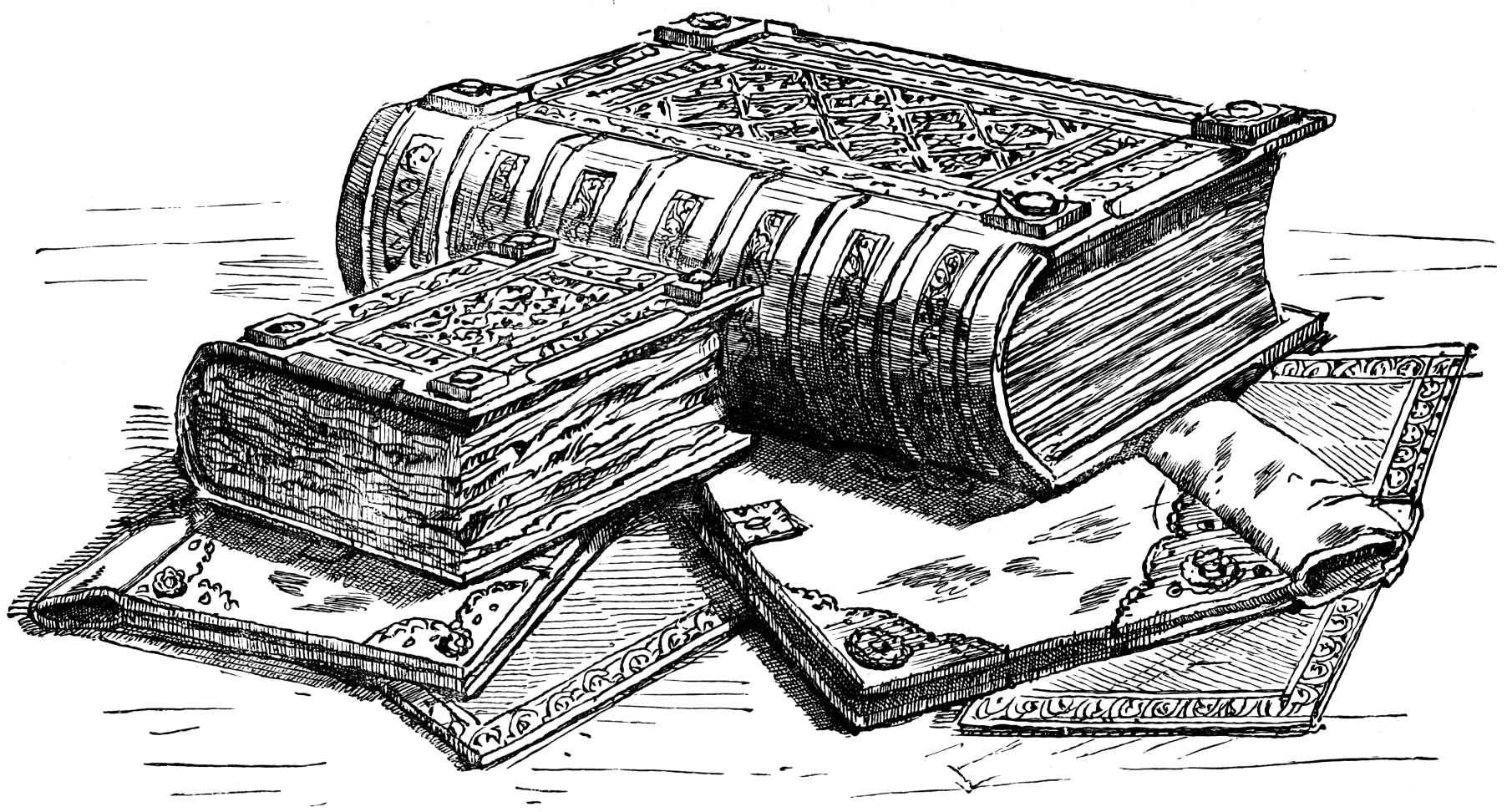
둠즈데이 북

《둠스데이 북》(Domesday Book)은 노르만의 잉글랜드 정복 이후 국왕이 된 윌리엄 1세가 조세를 징수할 기반이 되는 토지 현황을 조사하여 정리한 책이다. 웨스트민스터 북이라고도 한다. 앵글로색슨 연대기에는 당시의 상황이 아래와 같이 기록되어 있다.
그리하여 (1085년) 한겨울에 국왕은 신하들과 함께 글로스터에 있었다. …… 국왕은 신하들과 큰 회의를 열고 토지가 어찌 획득되었고 나뉘어 졌는 지에 대하여 깊이 토의하였다. 그리하여 그는 부하를 잉글랜드 전역의 모든 샤이어에 보내 "각 샤이어가 지닌 헌드레드가 몇 하이드가 되는 지, 국왕의 직할지 넓이는 얼마나 되는 지, 각 토지의 산물은 무엇인 지, 해당 샤이어에서 해마다 걷어들이는 조세는 얼마나 되는 지"와 같은 것을 조사하도록 하였다.
《둠스데이 북》은 중세 라틴어로 쓰여져 있지만, 단어를 축약하여 표기한 필사 축약체가 사용되었고 라틴어 자체에는 해당하는 낱말이 없는 현지어가 적지 않게 포함되어 있다. 조사의 목적은 앵글로색슨 왕조의 마지막 왕이었던 참회왕 에드워드 시기 잉글랜드 토지의 현황을 확정하여 조세를 부과하는 것이었다. 그를 패퇴시켜 새롭게 노르만 왕조를 열게 된 윌리엄은 자신이 정복한 땅의 상황을 파악할 필요가 있었다. 발간 당시 책의 이름은 편찬을 책임진 웨스트민스터 사원이 간행하였다는 의미에서 《웨스트민스터 북》으로 불렸지만, 12세기 무렵 《둠스데이 북》(중세 영어: Domesday Book)이라고 불리기 시작하였다. 헨리 2세 시기의 성직자이자 궁정 신하였던 리처드 피츠닐이 1179년 무렵 쓴 《다이알로구스 데 스칵카리오》(라틴어: Dialogus de Scaccario, 재정에 관한 대화)에는 다음과 같은 구절이 보인다.
어떠한 그럴듯한 핑계로도 그 엄격하고 가혹한 최종 집계의 선고를 피할 수 없었기 때문에 또한 …… 감면되거나 면책되지도 않았기 때문에 이 책은 《심판의 책》이라 불리게 되었다. 그야말로 최후의 심판과 견줄만하다.
이러한 이유로 이 책은 마지막 날을 뜻하는 둠스데이(영어: Doomsday)라는 이름을 얻게 되었다. 책의 원본은 영국 국립 공문서관이 소장하고 있고, 온라인으로 공개하고 있다.
《둠스데이 북》은 11세기 잉글랜드 사회상을 알아볼 수 있는 귀중한 사료로 특히 잉글랜드 역사나 경제사를 연구하는 데 없어서는 안 될 자료이다. 잉글랜드에서 《둠스데이 북》과 같은 규모의 통계 조사는 1873년 토지 소유 조사에 이르러서야 시행되었다. 이때문에 1873년 조사는 종종 "현대판 둠스데이 북"이라고 불리며 《둠스데이 북》 이후 최초의 완결된 토지 현황 조사로 평가된다.

## 구성

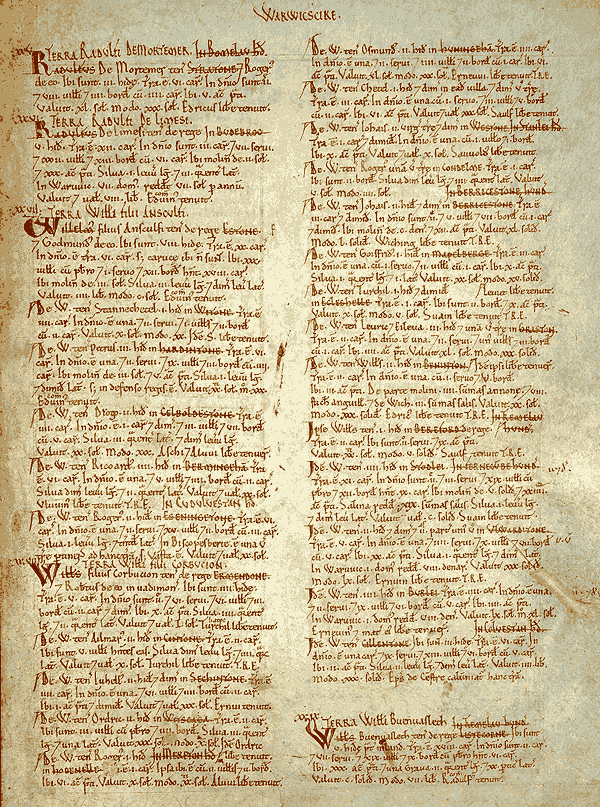
워릭셔가 수록되어 있는 《둠스데이 북》의 한 쪽

《둠스데이 북》의 편찬을 위한 조사는 두 개의 독립적인 작업에 의해 진행되었고 그 결과 책도 물리적으로 분리된 두 권으로 편찬되었다. 노퍽, 서퍽, 에식스의 조사 내용을 수록한 책이 분량이 작아 《리틀 둠스데이 북》이라 불리고 잉글랜드의 나머지 지역 전체를 수록한 책은 《그레이트 둠스데이 북》이라고 불린다. 편찬 당시 잉글랜드에 속하지 않았던 웨일스 변방이나 북쪽의 웨스트모얼랜드, 컴벌랜드와 같은 곳은 수록되지 않았다. 또한 이미 면세 특권이 부여되어 있던 시티오브런던이나 윈체스터 같은 곳도 수록되어 있지 않다. 오늘날 런던에 편입된 미들렉시스, 켄트, 에식스의 일부 지역은 당시에는 런던 관할이 아니었기 때문에 당연히 실려있다. 더럼 카운티가 빠져 있는데 당시 더럼은 주교 직할지로 분류되어 면세 특권을 누렸기 때문이다. 1183년 더럼 주교 세인트칼리아스의 윌리엄이 《둠스데이 북》과 유사하게 주교 직할지에 대한 토지 조사를 실시하여 《볼던 북》을 제작하였다.
"리틀"과 "그레이트" 두 권 모두 각 지의 봉읍이나 식읍에 대한 항목을 수록하고 있으며, 기사 봉토나 장원 같은 형태의 영지를 망라하고 있다. 수록된 영주의 대부분은 노르만인으로 앵글로색슨인 테인(thegn)은 극소수이다. 《둠스데이 북》 작성 당시 앵글로색슨 귀족 가운데 영향력을 행사할 수 있는 사람은 둘 밖에 남아있지 않았다. 이전에 있었던 4천명 이상의 테인은 토지를 빼앗겼고 200명이 채 안되는 배런이 이들의 땅을 차지하였다. 새로운 지주 가운데 압도적인 다수는 당연히 노르만인이었다.
중세 시기 한 국가의 영토에 대한 법리적 소유주는 칭호가 명시하는 바와 같이 국왕이었고 봉지는 충성 서약을 한 귀족을 서임하면서 제공하는 하사품이었다. 노르만 왕조 시기 잉글랜드의 토지는 국왕의 직할지와 봉지로 나뉘며, 봉지는 다시 교회에 봉헌된 주교의 영지와 대귀족의 영지로 크게 나뉜다. 이들 영지는 다시 크고 작은 봉읍과 식읍으로 분할 되어 하위 귀족에게 재분할 되었다. 노르망디의 귀족이었던 발드윈 피츠길버트가 주장관으로 있었던 데번셔와 같이 거대한 봉지의 사례를 보면 전체 토지 중에 주장관의 직할지는 전체 176 개의 봉읍 가운데 몇 곳 만이 주장관의 직할지로 운영되었고 대다수는 수하의 기사들에게 봉읍으로 수여하였다. 이러한 봉읍 재분배를 통해 주장관은 기사들의 상급 귀족으로 군림할 수 있었다. 그러나 이러한 재분할은 지리적 구분에 의한 것이 아니라 인위적 분할에 의한 것이어서 실재 봉지는 여기 저기 산재되는 경우가 많았고 각 토지마다 소출에도 큰 차이가 있었기 때문에 이렇게 분할된 토지에서 세금을 징수하는 일에는 한계가 있을 수 밖에 없었다.
《둠스데이 북》에는 모두 13,418 곳의 토지가 수록되어 있으며 이 가운데는 일반적인 농지와 함께 상업을 위한 시장이나 군사 보급을 위한 둔전, 화폐를 발행하는 조폐국, 사람들이 모인 읍락과 같은 것들도 기록되어 있다. 읍락의 경우엔 꿀과 같이 상업적 가치가 큰 특산물도 기록하였다. 당시 인구 현황도 기록하였는데 1086년 당시 잉글랜드 인구의 10 퍼센트 정도는 노예였다.

## 위치
현재 영국 국립 공문서관(The National Archives)에 보관되어 있다.

## 같이 보기
- 신라장적 - 비슷한 목적으로, 더 앞선 시기에 작성된 신라의 문서